# Самсоновское поселение
Самсоновское поселение — многослойное археологическое поселение рядом с хутором Крымский, Ростовская область. Было обнаружено в 1976 году в ходе работ Крымской группы Донской экспедиции Института археологии АН СССР и активно изучалось последующие два года.

## Описание
Поселение находится на высоком (до 25—28 м) крутом мысе в районе впадении Крутой (она же Ванечкина) балки в Самсонову (Крымскую) балку, она, в свою очередь, вниз от поселения выходит к Сухому Донцу — пойменной протоке правого берега Дона (протока впадает в Дон рядом с островом Поречный, где находится другое известное поселение — Ракушечный Яр). Мыс имеет продолговатую форму с северо-запада на юго-восток, он надёжно защищён с трёх боков обрывистыми, местами отвесными склонами. Практически горизонтальное плато мыса имеет габариты 150×35 м. Культурный слой имеется и на части плато с напольной стороны. Итого, общая площадь Самсоновского превышает 5000 м².
В 1976—1977 годах на поселении была изучена площадь в 40 м² (два некрупных раскопа и три шурфа), в итоге было обнаружено, что толщина слоя на площадке составляет 1,0—1,3 м, а в месте раскопа 1—2,5 м. В 1978 году на раскопе, находящемся в северо-западной области площадки, на склоне, обращённом к Самсоновой балки, исследовано ещё 48 м². В итоге раскопанная площадь составила 64 м². В ходе проведённых работ подтверждена достоверность стратиграфической картины, отмеченной в 1977 году. В то же время было получено минимально необходимое количество находок для описания культуры отдельных слоёв поселения и составления общей исторической схемы Самсоновского.